# Complemento de Schur
En álgebra lineal y teoría de matrices, el complemento de Schur de un bloque de matriz (es decir, de una submatriz dentro de una matriz más grande) se define de la manera siguiente:
Supóngase que A, B, C y D son respectivamente matrices de orden p×p, p×q, q×p y q×q, y que D es invertible. Sea
{\displaystyle M=\left[{\begin{matrix}A&B\\C&D\end{matrix}}\right]}
de modo que M es una matriz de orden (p+q)×(p+q).
Entonces, se define el complemento de Schur del bloque D de la matriz M como la matriz de orden p×p
{\displaystyle M/D:=A-BD^{-1}C\,}
y el complemento de Schur del bloque A de la matriz M se define como la matriz de orden q×q
{\displaystyle M/A:=D-CA^{-1}B.\,}
En el caso de que A o D sean matrices singulares, las inversas M/A y M/D pueden ser reemplazadas por un inverso generalizado, produciendo lo que se llama un complemento de Schur generalizado.
El complemento de Schur lleva el nombre de Issai Schur, que lo utilizó para probar el Lema de Schur, aunque ya se había utilizado anteriormente. Emilie Haynsworth fue la primera en llamarlo "complemento de Schur". El complemento de Schur es una herramienta clave en los campos de análisis numérico, estadística y análisis de matrices.

## Antecedentes
El complemento de Schur surge como resultado de realizar un bloque de eliminación Gaussiana al multiplicar la matriz M  desde la derecha por la matriz "triangular inferior"
{\displaystyle L=\left[{\begin{matrix}I_{p}&0\\-D^{-1}C&I_{q}\end{matrix}}\right].}
Aquí Ip denota una matriz identidad de orden p×p. Después de la multiplicación por la matriz L aparece el complemento de Schur en el bloque superior de orden p×p. La matriz del producto es
{\displaystyle {\begin{aligned}ML&=\left[{\begin{matrix}A&B\\C&D\end{matrix}}\right]\left[{\begin{matrix}I_{p}&0\\-D^{-1}C&I_{q}\end{matrix}}\right]=\left[{\begin{matrix}A-BD^{-1}C&B\\0&D\end{matrix}}\right]\\[4pt]&=\left[{\begin{matrix}I_{p}&BD^{-1}\\0&I_{q}\end{matrix}}\right]\left[{\begin{matrix}A-BD^{-1}C&0\\0&D\end{matrix}}\right].\end{aligned}}}
Esto es análogo a una factorización LU. Es decir, se ha demostrado que
{\displaystyle {\begin{aligned}\left[{\begin{matrix}A&B\\C&D\end{matrix}}\right]&=\left[{\begin{matrix}I_{p}&BD^{-1}\\0&I_{q}\end{matrix}}\right]\left[{\begin{matrix}A-BD^{-1}C&0\\0&D\end{matrix}}\right]\left[{\begin{matrix}I_{p}&0\\D^{-1}C&I_{q}\end{matrix}}\right],\end{aligned}}}
y el inverso de M se puede expresar como D−1 y el inverso del complemento de Schur (si existe) solo como
{\displaystyle {\begin{aligned}&\left[{\begin{matrix}A&B\\C&D\end{matrix}}\right]^{-1}=\left[{\begin{matrix}I_{p}&0\\-D^{-1}C&I_{q}\end{matrix}}\right]\left[{\begin{matrix}(A-BD^{-1}C)^{-1}&0\\0&D^{-1}\end{matrix}}\right]\left[{\begin{matrix}I_{p}&-BD^{-1}\\0&I_{q}\end{matrix}}\right]\\[12pt]={}&\left[{\begin{matrix}\left(A-BD^{-1}C\right)^{-1}&-\left(A-BD^{-1}C\right)^{-1}BD^{-1}\\-D^{-1}C\left(A-BD^{-1}C\right)^{-1}&D^{-1}+D^{-1}C\left(A-BD^{-1}C\right)^{-1}BD^{-1}\end{matrix}}\right].\end{aligned}}}
Un lema sobre la inversión de matrices ilustra las relaciones entre lo anterior y la deducción equivalente con las posiciones de A y D intercambiadas.

## Propiedades
- Si M es una matriz simétrica definida positiva, entonces también lo es el complemento de Schur de D en M.

- Si p y q son ambos 1 (es decir, A, B, C y D son todos escalares), se obtiene la familiar fórmula para el inverso de una matriz de 2 por 2:

{\displaystyle M^{-1}={\frac {1}{AD-BC}}\left[{\begin{matrix}D&-B\\-C&A\end{matrix}}\right]}
siempre que AD − BC no sea cero.
- El determinante de M también se ve claramente como dado por

{\displaystyle \det(M)=\det(D)\det(A-BD^{-1}C)}
que generaliza la fórmula del determinante para matrices de 2x2.
- (Fórmula de adición de rango de Guttman) El rango de M viene dado por

{\displaystyle \operatorname {rank} (M)=\operatorname {rank} (D)+\operatorname {rank} (A-BD^{-1}C)}
- (Fórmula de aditividad inercial de Haynsworth) La "inercia" de un bloque de la matriz "M" es igual a la inercia de "A" más la inercia de "M"/"A".

## Aplicación para resolver ecuaciones lineales
El complemento de Schur surge naturalmente al resolver un sistema de ecuaciones lineales como
{\displaystyle Ax+By=a\,}
{\displaystyle Cx+Dy=b\,}
donde x, a son vectores columna p dimensionales; y,  b  son vectores columna q dimensionales; y A, B, C, D son como los anteriores. Multiplicando la ecuación inferior por {\displaystyle BD^{-1}} y luego restando de la ecuación superior, se obtiene
{\displaystyle (A-BD^{-1}C)x=a-BD^{-1}b.\,}
Por lo tanto, si es posible invertir D y el complemento de Schur de D, se puede resolver x; y al usar la ecuación {\displaystyle Cx+Dy=b} puede resolverse y. Esto reduce el problema de invertir una matriz {\displaystyle (p+q)\times (p+q)} a la de invertir una matriz de p×p y una matriz q×q. En la práctica, se necesita que D esté bien condicionada para que este algoritmo sea numéricamente preciso.
En ingeniería eléctrica esto se conoce como eliminación de nudos o reducción de Kron.

## Aplicaciones a la teoría de la probabilidad y la estadística
Supóngase que los vectores columna aleatorios X, Y están definidos en Rn y Rm respectivamente, y el vector ( X,Y ) en Rn+m define una distribución normal multivariante cuya covarianza es la matriz simétrica positiva definida
{\displaystyle \Sigma =\left[{\begin{matrix}A&B\\B^{T}&C\end{matrix}}\right],}
donde {\displaystyle A\in \mathbb {R} ^{n\times n}} es la matriz de covarianza de X, {\displaystyle C\in \mathbb {R} ^{m\times m}} es la matriz de covarianza de Y y {\displaystyle B\in \mathbb {R} ^{n\times m}} es la matriz de covarianza entre X e Y.
Entonces, la covarianza condicional de X dado Y es el complemento de Schur de C en {\displaystyle \Sigma }:
{\displaystyle \operatorname {Cov} (X\mid Y)=A-BC^{-1}B^{T}.}
{\displaystyle \operatorname {E} (X\mid Y)=\operatorname {E} (X)+BC^{-1}(Y-\operatorname {E} (Y)).}
Si se considera que la matriz {\displaystyle \Sigma } anterior es, no una covarianza de un vector aleatorio, sino una covarianza de "muestra", entonces puede tener una distribución de Wishart. En ese caso, el complemento de Schur de C en {\displaystyle \Sigma } también tiene una distribución de Wishart.

## Condición del complemento de Schur para definición positiva y semidefinición positiva
Sea X una matriz simétrica dada por
{\displaystyle X=\left[{\begin{matrix}A&B\\B^{T}&C\end{matrix}}\right].}
sea X/A el complemento de Schur de A en X, es decir
{\displaystyle X/A=C-B^{T}A^{-1}B,\,}
y sea X/C el complemento de Schur de C en X, es decir
{\displaystyle X/C=A-BC^{-1}B^{T}.\,}
Entonces
- X es positiva definida si y solo si A y X/A son ambos positivos definidos:

{\displaystyle X\succ 0\Leftrightarrow A\succ 0,X/A=C-B^{T}A^{-1}B\succ 0}.
- X es positivo definido si y solo si C y X/C son ambos positivos definidos:

{\displaystyle X\succ 0\Leftrightarrow C\succ 0,X/C=A-BC^{-1}B^{T}\succ 0}.
- Si A es positivo definido, entonces X es positivo semidefinido si y solo si X/A es positivo semidefinido:

{\displaystyle {\text{If}}} {\displaystyle A\succ 0}, {\displaystyle {\text{then}}} {\displaystyle X\succeq 0\Leftrightarrow X/A=C-B^{T}A^{-1}B\succeq 0}.
- Si C es positivo definido, entonces X es positivo semidefinido si y solo si X/C es positivo semidefinido:

{\displaystyle {\text{If}}} {\displaystyle C\succ 0}, {\displaystyle {\text{then}}} {\displaystyle X\succeq 0\Leftrightarrow X/C=A-BC^{-1}B^{T}\succeq 0}.
Los enunciados primero y tercero se pueden derivar de considerando el minimizador de la cantidad
{\displaystyle u^{T}Au+2v^{T}B^{T}u+v^{T}Cv,\,}
como una función de v (para u fijo).
Además, desde
{\displaystyle \left[{\begin{matrix}A&B\\B^{T}&C\end{matrix}}\right]\succ 0\Longleftrightarrow \left[{\begin{matrix}C&B^{T}\\B&A\end{matrix}}\right]\succ 0}
y de manera similar para las matrices semi-definidas positivas, la segunda declaración (y respectivamente la cuarta) es inmediata a partir de la primera declaración (o en su caso, de la tercera).
También hay una condición suficiente y necesaria para la semidefinición positiva de X en términos de un complemento de Schur generalizado. Precisamente,
- {\displaystyle X\succeq 0\Leftrightarrow A\succeq 0,C-B^{T}A^{g}B\succeq 0,(I-AA^{g})B=0\,} y
- {\displaystyle X\succeq 0\Leftrightarrow C\succeq 0,A-BC^{g}B^{T}\succeq 0,(I-CC^{g})B^{T}=0,}

donde {\displaystyle A^{g}} denota el inverso generalizado de {\displaystyle A}.